# Giải của Hội phê bình phim New York cho đạo diễn xuất sắc nhất
Giải của Hội phê bình phim New York cho đạo diễn xuất sắc nhất là một trong các giải của Hội phê bình phim New York để vinh danh thành tựu xuất sắc nhất của một đạo diễn trong một phim.
Trong 3 thập niên 1970, 1980 và 1990, Hội phê bình phim New York ít khi có cùng chọn lựa như Viện Hàn lâm Khoa học và Nghệ thuật Điện ảnh. Trong thời gian từ năm 1970-1999 chỉ có 2 trường hợp chọn lựa trùng với giải Oscar: đó là giải năm 1977 cho Woody Allen của phim Annie Hall và giải năm 1991 cho Jonathan Demme của phim The Silence of the Lambs.
Tuy nhiên, đáng chú ý là trong thập niên 2000, Hội phê bình phim New York đã có sự nhất trí với giải Oscar trong 5 trường hợp: giải năm 2000 cho Steven Soderbergh của phim Traffic, giải năm 2004 cho Clint Eastwood của phim Million Dollar Baby, giải năm 2005 cho Ang Lee của phim Brokeback Mountain, giải năm 2006 cho Martin Scorsese của phim The Departed và giải năm 2007 cho Coen brothers của phim No Country for Old Men.

## Các người đoạt giải

### Thập niên 1930
- 1935: John Ford

đạo diễn phim The Informer
- 1936: Rouben Mamoulian

đạo diễn phim The Gay Desperado
- 1937: Gregory La Cava

đạo diễn phim Stage Door
- 1938: Alfred Hitchcock

đạo diễn phim The Lady Vanishes
- 1939: John Ford

đạo diễn phim Stagecoach

### Thập niên 1940
- 1940: John Ford

đạo diễn phim The Grapes of Wrath và phim The Long Voyage Home
- 1941: John Ford

đạo diễn phim How Green Was My Valley
- 1942: John Farrow

đạo diễn phim Wake Island
- 1943: George Stevens

đạo diễn phim The More the Merrier
- 1944: Leo McCarey

đạo diễn phim Going My Way
- 1945: Billy Wilder

đạo diễn phim The Lost Weekend
- 1946: William Wyler

đạo diễn phim The Best Years of Our Lives
- 1947: Elia Kazan

đạo diễn phim Boomerang và phim Gentleman's Agreement
- 1948: John Huston

đạo diễn phim The Treasure of the Sierra Madre
- 1949: Carol Reed

đạo diễn phim The Fallen Idol

### Thập niên 1950
- 1950: Joseph L. Mankiewicz

đạo diễn phim All About Eve
- 1951: Elia Kazan

đạo diễn phim A Streetcar Named Desire
- 1952: Fred Zinnemann

đạo diễn phim High Noon
- 1953: Fred Zinneman

đạo diễn phim From Here to Eternity
- 1954: Elia Kazan

đạo diễn phim On the Waterfront
- 1955: David Lean

đạo diễn phim Summertime
- 1956: John Huston

đạo diễn phim Moby Dick
- 1957: David Lean

đạo diễn phim The Bridge Over the River Kwai
- 1958: Stanley Kramer

đạo diễn phim The Defiant Ones
- 1959: Fred Zinneman

đạo diễn phim The Nun's Story

### Thập niên 1960
- 1960: Billy Wilder

đạo diễn phim The Apartment và  Jack Cardiff đạo diễn phim Sons and Lovers
- 1961: Robert Rossen

đạo diễn phim The Hustler
- 1962: Không trao giải (Báo chí đình công)
- 1963: Tony Richardson

đạo diễn phim Tom Jones
- 1964: Stanley Kubrick

đạo diễn phim Dr. Strangelove
- 1965: John Schlesinger

đạo diễn phim Darling
- 1966: Fred Zinneman

đạo diễn phim A Man for All Seasons
- 1967: Mike Nichols

đạo diễn phim The Graduate
- 1968: Paul Newman

đạo diễn phim Rachel, Rachel
- 1969: Costa-Gavras

đạo diễn phim Z

### Thập niên 1970
- 1970: Bob Rafelson

đạo diễn phim Five Easy Pieces
- 1971: Stanley Kubrick

đạo diễn phim A Clockwork Orange
- 1972: Ingmar Bergman

đạo diễn phim Viskningar och rop (Cries and Whispers)
- 1973: François Truffaut

đạo diễn phim Day for Night
- 1974: Federico Fellini

đạo diễn phim Amarcord
- 1975: Robert Altman

đạo diễn phim Nashville
- 1976: Alan J. Pakula

đạo diễn phim All the President's Men
- 1977: Woody Allen

đạo diễn phim Annie Hall
- 1978: Terrence Malick

đạo diễn phim Days of Heaven
- 1979: Woody Allen

đạo diễn phim Manhattan

### Thập niên 1980
- 1980: Jonathan Demme

đạo diễn phim Melvin and Howard
- 1981: Sidney Lumet

đạo diễn phim Prince of the City
- 1982: Sydney Pollack

đạo diễn phim Tootsie
- 1983: Ingmar Bergman

đạo diễn phim Fanny och Alexander (Fanny and Alexander)
- 1984: David Lean

đạo diễn phim A Passage to India
- 1985: John Huston

đạo diễn phim Prizzi's Honor
- 1986: Woody Allen

đạo diễn phim Hannah and Her Sisters
- 1987: James L. Brooks

đạo diễn phim Broadcast News
- 1988: Chris Menges

đạo diễn phim A World Apart
- 1989: Paul Mazursky

đạo diễn phim Enemies: A Love Story

### Thập niên 1990
- 1990: Martin Scorsese

đạo diễn phim Goodfellas
- 1991: Jonathan Demme

đạo diễn phim The Silence of the Lambs
- 1992: Robert Altman

đạo diễn phim The Player
- 1993: Jane Campion

đạo diễn phim The Piano
- 1994: Quentin Tarantino

đạo diễn phim Pulp Fiction
- 1995: Ang Lee

đạo diễn phim Sense and Sensibility
- 1996: Lars von Trier

đạo diễn phim Breaking the Waves
- 1997: Curtis Hanson

đạo diễn phim L.A. Confidential
- 1998: Terrence Malick

đạo diễn phim The Thin Red Line
- 1999: Mike Leigh

đạo diễn phim Topsy-Turvy

### Thập niên 2000
- 2000: Steven Soderbergh

đạo diễn phim Erin Brockovich và phim Traffic
- 2001: Robert Altman

đạo diễn phim Gosford Park
- 2002: Todd Haynes

đạo diễn phim Far from Heaven
- 2003: Sofia Coppola

đạo diễn phim Lost in Translation
- 2004: Clint Eastwood

đạo diễn phim Million Dollar Baby
- 2005: Ang Lee

đạo diễn phim Brokeback Mountain
- 2006: Martin Scorsese

đạo diễn phim The Departed
- 2007: Ethan Coen and Joel Coen

đạo diễn phim No Country for Old Men
- 2008: Mike Leigh

đạo diễn phim Happy-Go-Lucky
Bản mẫu:NYFCC Awards Chron